# Original Karma
Albums de Silmarils
Silmarils Live
Original Karma est le second album du groupe français Silmarils, sorti en 1997. DJ Lethal (Limp Bizkit, House of Pain) participe à cet album en tant que guest.

## Titres
1. Tant que parle l'économie - 3:55
2. En attendant - 4:06
3. Karma - 3:43
4. L'homme providentiel - 3:38
5. Le cours de l'histoire - 4:18
6. Disco - 3:36
7. Don't Call Me Run Fast - 4:12
8. Run Away Shooting - 3:36
9. I Try - 4:39
10. Tout reste à faire - 3:55
11. Who Cares - 4:31